# Lac Rotoroa
Le lac de Rotoroa (ou lac du domaine de Hamilton) est un lac situé près de Hamilton, dans la région de Waikato, sur l'Île du Nord, en Nouvelle-Zélande.
Il a une surface d'environ 54 hectares et une profondeur moyenne de 2,4 mètres. C'est le siège du Hamilton Yacht Club, qui y organise régulièrement des compétitions de voile pendant l'été.

## Sports
Le lac de Rotoroa est ouvert à de nombreux sports. 
Innes Common est un parc installé sur la rive est du lac et qui est le siège d'un club de hockey sur gazon : le Waikato Hockey Association Sports Ground. 

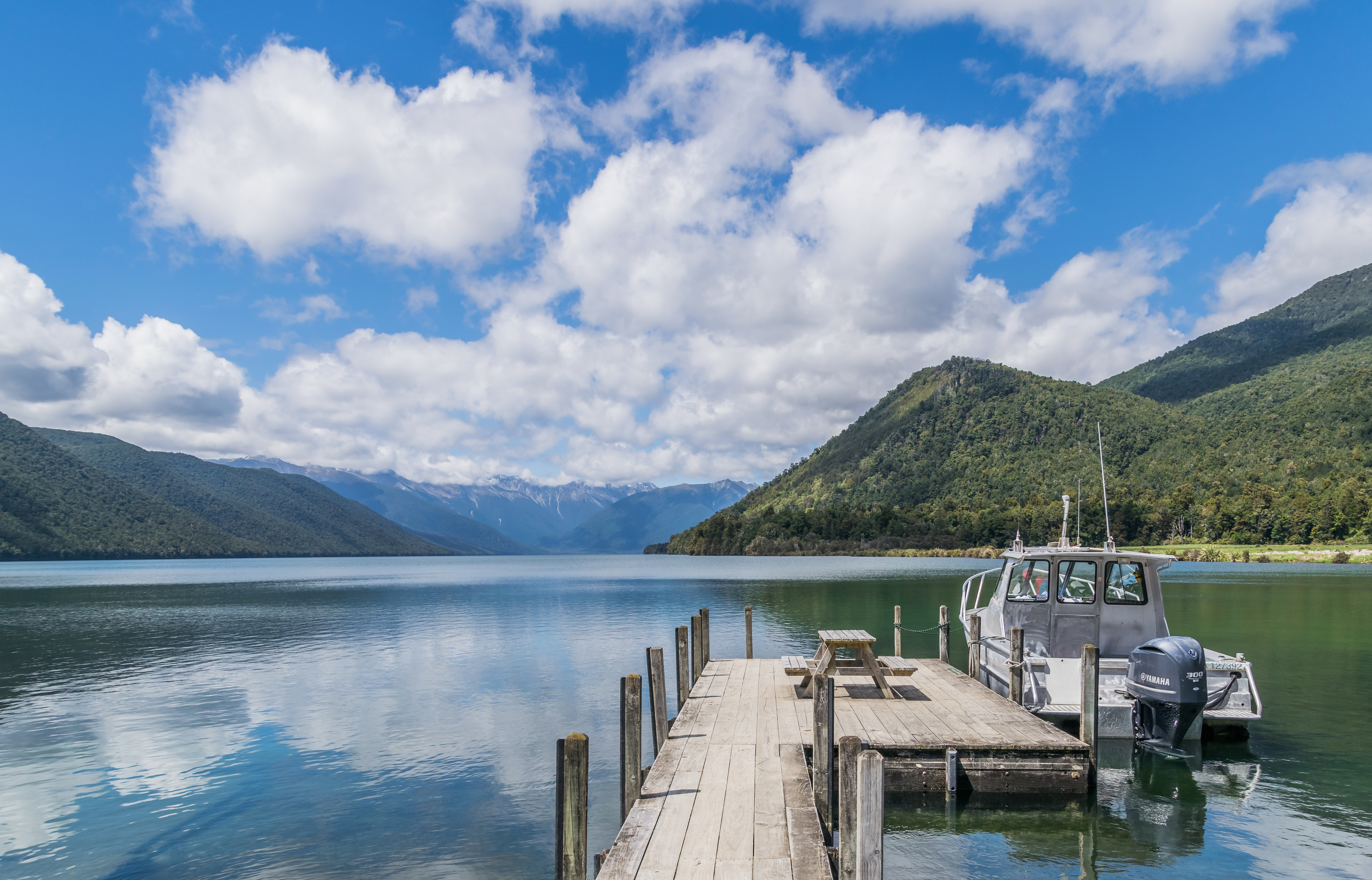
Au bord du lac Rotoroa. Novembre 2017.

Innes Common donne aussi un bon accès au lac pour les activités nautiques. Les dériveurs et canoés sont visibles fréquemment naviguant sur le lac mais il est trop petit pour les quillards qui prennent trop de vitesse pour s'arrêter. Le lac est mieux adapté aux bateaux moins rapides capable de tourner facilement.
Le parcours de 3,8 km autour du lac est adapté pour la marche et la course. Le Hamilton Road Runners Club est basé au Hamilton Yacht Club, et des courses sont organisées par le Hamilton Road Runners Club autour tous les ans. Il y a des fontaines d'eau au niveau des aires de jeux à l'extrémité nord-ouest du lac et près de Innes Common.
Il y a aussi des parcours de courses dans le bush et un terrain de mini-golf sur la rive ouest du lac.